# Naomi Wood
Naomi Wood (Liverpool, 1983) è una scrittrice britannica.

## Biografia
Nata nel 1983 a Liverpool, è professoressa associata di scrittura creativa presso l'Università dell'Anglia orientale.
Dopo aver esordito nella narrativa nel 2011 con il romanzo The Godless Boys, ha ottenuto notorietà nel 2014 con il secondo romanzo, Quando amavamo Hemingway, nel quale ha dato voce alle 4 mogli dello scrittore Ernest Hemingway.
Dopo aver dato alle stampe la sua terza opera, il romanzo storico The Hiding Game, nel 2019, cinque anni più tardi ha pubblicato la sua prima raccolta di racconti, This Is Why We Can't Have Nice Things.

## Opere

### Romanzi
- The Godless Boys (2011)
- Quando amavamo Hemingway (Mrs. Hemingway, 2014), Novara, Bookme, 2016 traduzione di Isabella Vaj ISBN 978-88-511-4113-4.
- The Hiding Game (2019)

### Raccolte di racconti
- This Is Why We Can't Have Nice Things (2024)

## Premi e riconoscimenti

### Vincitrice
Eccles Centre & Hay Festival Writer's Award
- 2012 per Quando amavamo Hemingway[6]

Jerwood Fiction Uncovered Prize
- 2014 per Quando amavamo Hemingway[7]

BBC National Short Story Award
- 2024 con Comorbidities[8]